# Portobello illusioni
Portobello illusioni è un album dei Mariposa, pubblicato nel 2000.

## Il disco
Il titolo del disco è un omaggio alla canzone Nuntereggae più di Rino Gaetano.
Le foto del booklet sono state realizzate da Rocco Marchi e Gianluca Giusti, mentre i disegni sono stati realizzati da Alessandro Fiori.

## Tracce
1. Nenia diffusa – 4:32
2. Giostra d'urto – 2:29
3. Niente 1 – 0:38
4. Trovarobato – 4:17
5. Vorrei andare sola – 1:15
6. Tutto in 40 minuti – 2:11
7. Niente 2 – 0:38
8. Poesia del lettone – 3:03
9. Sala da ballo – 3:05
10. Diario della lontra – 1:45
11. Le parole a venire – 2:36
12. Disgelo – 4:19
13. Il topolino – 2:34
14. Asparagi – 2:39
15. Niente 3 – 0:23
16. Enrico IV – 7:55

## Formazione
- Alessandro Fiori-voce, chitarra, violino
- Gianluca Giusti - wurlitzer, tastiere
- Michele Orvieti - tastiere, orvietronics
- Enrico Gabrielli - synth, fiati, fisarmonica giocattolo
- Rocco Marchi - chitarra, basso, moog
- Enzo Cimino-batteria